# Thomas Grosvenor (3e baronnet)
Pour les articles homonymes, voir Thomas Grosvenor et Grosvenor.

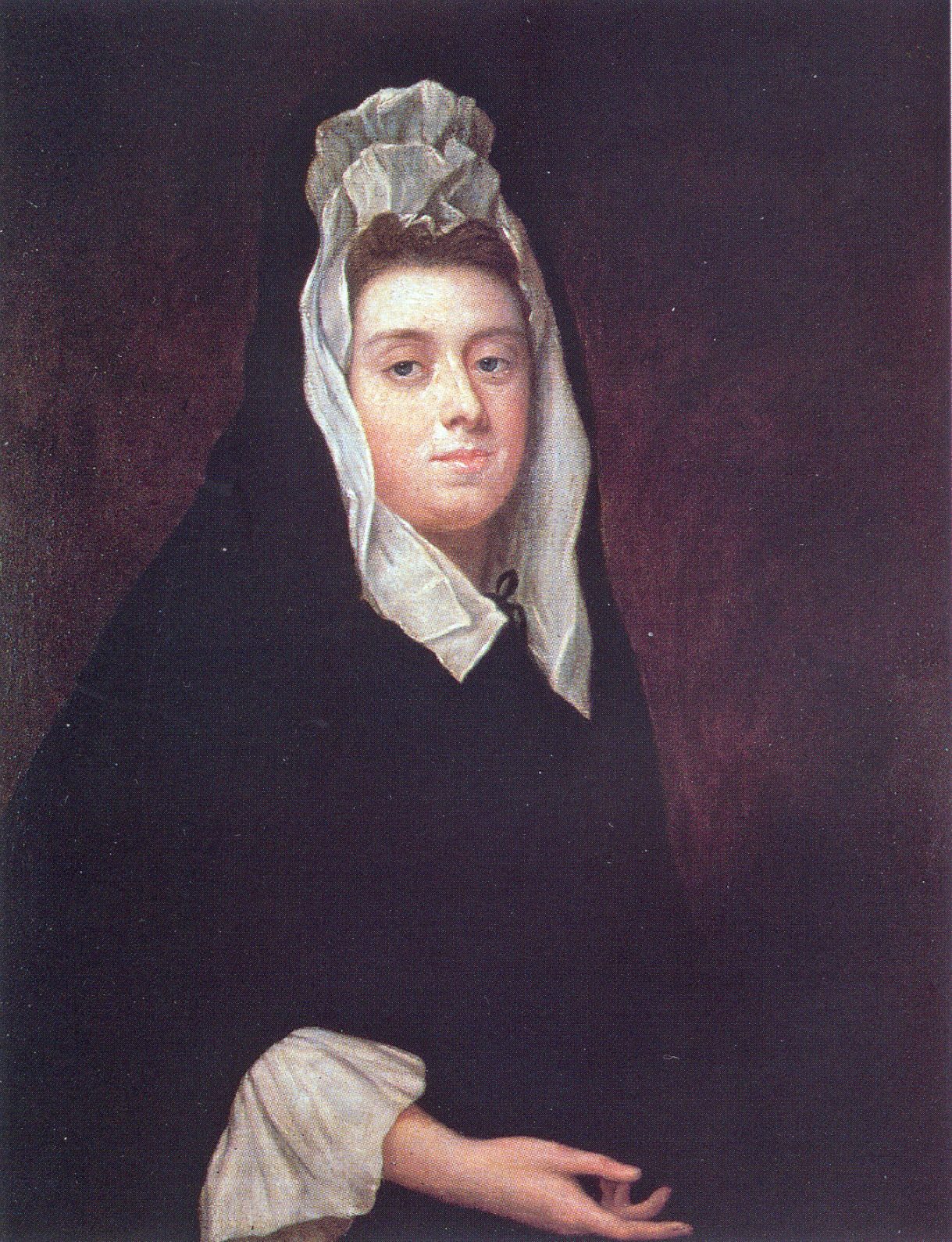
Marie, Dame de Grosvenor, par Michael Dahl

Thomas Grosvenor, 3e baronnet, né le 20 novembre 1656, décédé le 2 septembre 1700, est un député anglais, et un ancêtre des ducs de Westminster. Il est le premier membre de la famille à construire une importante maison sur le site actuel de Eaton Hall dans le Cheshire.

## Famille et éducation
Grosvenor devient baronnet à la mort de son grand-père, Richard Grosvenor (2e baronnet) le 31 janvier 1665. Son père est tué dans un duel en 1661, et au moment de la succession, il est âgé de huit ans. Il est né à Eaton Hall, Cheshire, et sa mère est Christine, fille de Thomas Myddleton de Chirk Castle, Denbighshire. Il est éduqué par un précepteur, qui l'accompagne également quand il entreprend un Grand Tour de trois ans en France, en Italie et au Levant, à partir de 1670. À son retour, il entreprend la construction d'une nouvelle maison à Eaton. À cette époque, la maison de famille est un château médiéval entouré de douves. Grosvenor confie les travaux à l'architecte William Samwell, et la construction commence en 1675. En 1683, plus de 1000 livres sterling (£144,000 à partir de 2015) sont dépensées. L'argent de cette entreprise vient en partie de la succession, et aussi à partir des mines de charbon et de Plomb et de carrières de pierre dans le nord du pays de Galles, propriétés de la famille.

## Vie publique
Grosvenor joue un rôle dans la vie publique. En 1677, il reçoit la liberté à Chester, et plus tard la même année, il devient un conseiller municipal. Deux ans plus tard, il est élu en tant que député pour Chester pour la première fois. Il sert dans six parlements. En 1685, il devient Maire de Chester, et plus tard cette année, lève une troupe à l'appui de Jacques II dans la Rébellion de Monmouth. Grosvenor sert en tant que Shérif de Cheshire dans 1688-89.
Marie, Dame de Grosvenor, se convertit au catholicisme peu de temps après son mariage. Pour cette raison, et parce que Eaton Hall est utilisé comme un lieu de rencontre pour catholiques, la loyauté de Grosvenor envers le roi est remise en question. Cependant, il continue ouvertement à se présenter comme Anglican jusqu'à sa mort en 1700, et il est enterré dans l'église d'Eccleston. Comme ses fils survivants sont tous mineurs; Richard Myddelton, 3e baronnet, et Thomas et Francis Cholmondeley sont nommés en tant que tuteurs.

## Descendance
En 1677, Grosvenor se marie, âgé de 21 ans, et son épouse, Mary Davies, n'a que 12 ans. Elle est la fille d'Alexander Davis, un Écrivain public, et a hérité de terres à l'ouest de Londres. Elles font partie du Manoir d'Ebury (précédemment Eie), et la partie de Marie se compose de marais. La zone va devenir le quartier de Mayfair, Park Lane, et Belgravia de Londres; source de la richesse de Groupe Grosvenor. Marie est enterrée dans le cimetière de l'Église Sainte-Marguerite de Westminster, où en 1892, son tombeau est le seul à être encore là, près du porche nord de l'église. Le couple a trois filles et cinq fils. Deux fils, Thomas et Roger, sont morts jeunes; les trois autres fils sont tous devenus baronnets, Richard est le 4e baronnet, Thomas le 5e, et Robert le 6e.